# Piazza dei Miracoli

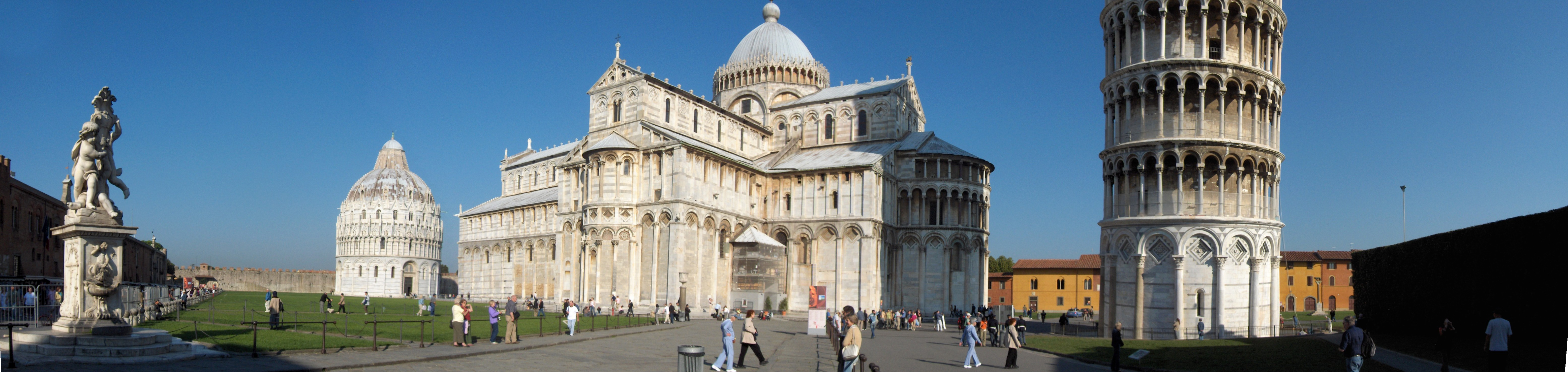
Vista panorâmica.

A Piazza dei Miracoli ou Praça dos Milagres (em português) é o principal espaço público da cidade italiana de Pisa. Surgiu, historicamente associada aos seus monumentos religiosos mais importantes, três deles localizados no centro do espaço, a Catedral (Duomo), o Baptistério e a Torre Sineira (Campanile), e os outros dispostos ao longo dos seus limites, o Camposanto ("cemitério")), o Hospital, o Museu da Catedral (Museo del’Opera del Duomo) e as instalações da instituição, que eram originalmente para a construção e hoje servem para a manutenção e conservação, de todo este conjunto, a Opera del Duomo.

## O início
A criação do duomo da catedral começou no século XI com a criação da nova catedral na mesma área onde a anterior catedral paleo-cristã foi criada com o seu baptistério, sendo este complexo religioso circundado por um cemitério. A área da Catedral era fora da cidade mas ligada a esta pela Porta dos Leões. 

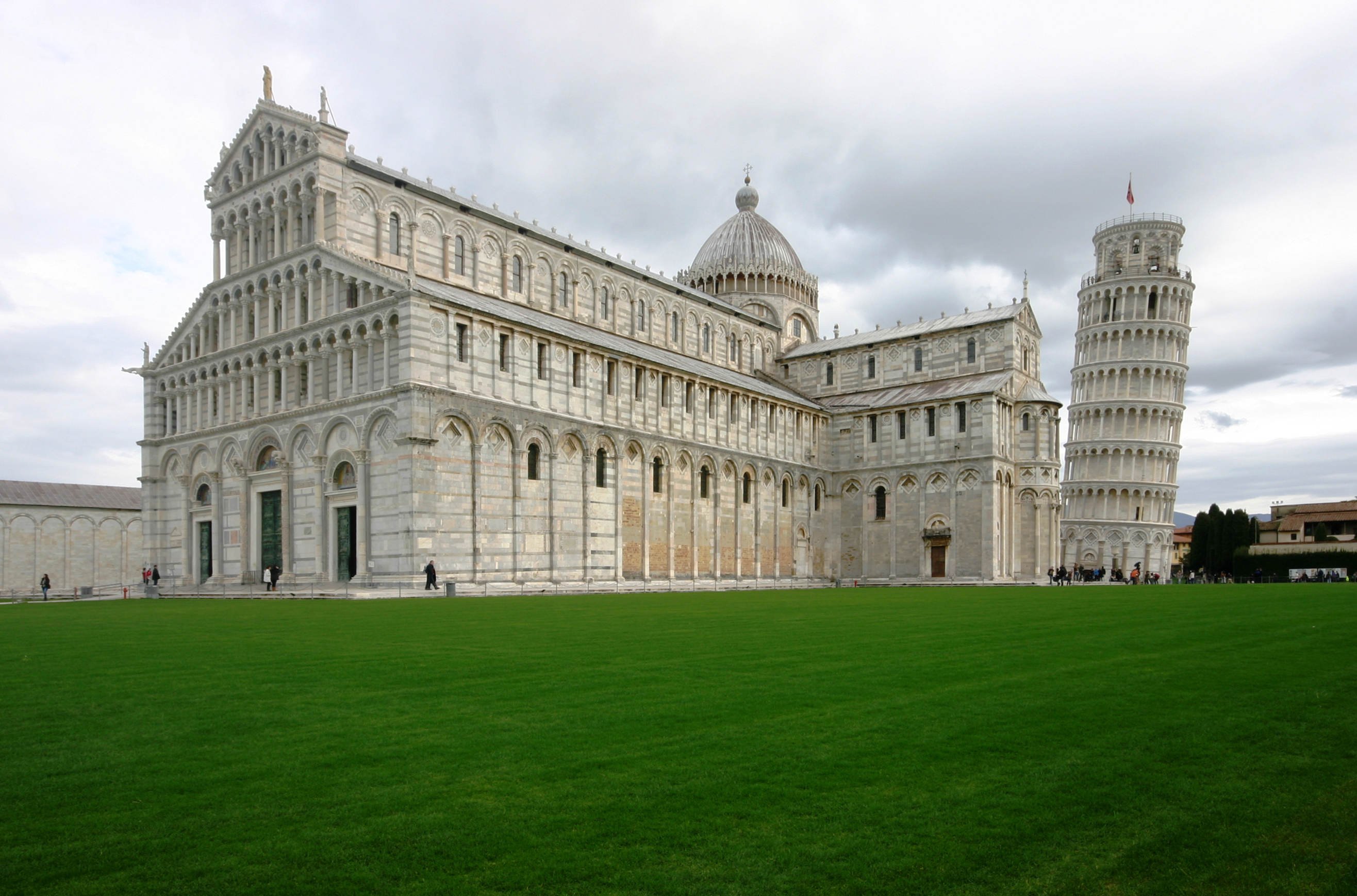
A catedral e o campanário inclinado.

Pisa vivia, nesta altura, um grande desenvolvimento urbano e demográfico, no culminar das suas vitórias comerciais, políticas e militares e, assim, a Catedral tornou-se um símbolo do poder de uma cidade que se auto-denominava a “nova” Roma.
A Catedral foi conceptualizada por Buscheto entre 1064 e 1110 e este novo templo de mármore branco merecia uma ligação diferente com a cidade, também em expansão. Assim, pela rua que corria ao longo das antigas muralhas na direcção do rio Arno, foi aberta uma rua lateral, a Via Santa Maria, que entrava na área da Catedral, emoldurando o corpo Este do complexo. Em paralelo, a fronteira sul entre a área sagrada e o novo espaço urbano em expansão foi sendo definida com uma claridade crescente: a rua do arcebispo saiu das muralhas, cruzando-se com a Via Santa Maria e continuando para Oeste. 
Uma transformação mais relevante na área deu-se quando foi decidido aumentar a catedral, uma operação que marcou a primeira fase de um grande projecto que testemunhou a criação de um espaço monumental antes do fim do século, causado pela fundação do novo baptistério e torre sineira. 
A Catedral foi aumentada para Oeste em dezesseis metros e recebeu uma nova fachada, foi construído o novo baptistério, cuja posição parece determinada pelo desejo se criar um espaço, entre os dois monumentos, proporcional às suas dimensões.
No espaço de alguns anos a área estava incluída no circuito amuralhado que começava das partes do Oeste e Norte da Catedral. Com a abertura da Porta dos Leões, o portão correspondente à rua que chega de Liguria, a Praça tornou-se o ponto de acesso preferido à cidade. Neste espaço existia também uma rede de estradas interna. A primeira fase da criação do complexo monumental completou-se em 1173, com a fundação da torre sineira no inicio do século XIII. 
A área que circundava a Catedral assumiu as características de uma praça, em 1214 a canónica foi demolida, tendo os cânones ido para a Catedral até terem sido transferidos a Opera do Duomo e a construção da torre sineira foi interrompida devido a uma instabilidade que causaria a sua permanente inclinação.
Na segunda metade do século XIII importantes intervenções nos edifícios contribuíram para a definição dos limites do que seria a praça. No Sul do “arringo” foram construídos o novo hospital e a Igreja de Santa Clara, impondo um estreitamento da estrada e a reabertura do pequeno portão perto do de Leone. 
O único obstáculo para a formação de uma Praça era a expansão dos túmulos que iam desde o Sul da Catedral até à Porta dos Leões, limitando a acessibilidade à igreja. A única solução era construir um novo cemitério e, com isto em vista, o terreno a norte da catedral foi doado à Opera del Duomo. No entanto, só na segunda metade do século XIV foi possível transferir os túmulos para o novo cemitério.
Algumas décadas depois a área ia sofrendo uma mudança radical, quando Doge Giovanni dell’Agnello, que governava a cidade, tentou fortificar a área da Catedral, transformando a Porta dos leões numa espécie de castelo. No entanto, em 1369, no dia seguinte à vitória sobre o Imperados Carlos IV, que havia tentado entrar na cidade através da Porta del Leone, os habitantes da cidade derrubaram a fortificação. Deste modo a Catedral tornou-se num espaço público grande e unificado.
Quando as tropas Florentinas entraram em Pisa em 1406 encontraram uma cidade abandonada, cujos monumentos eram apenas testemunho do antigo esplendor. Apesar das intervenções levadas a cabo ao longo do século XV não terem causado grandes alterações no plano original da praça, no século seguinte o importante papel que Pisa assumiu na política dos Medici, determinou uma reorganização do espaço monumental.

## A catedral
A catedral é de planta cruciforme e tem um corpo central muito longo, dividido em cinco naves por duas filas duplas de colunas com uma cabeceira semicircular no seu fim. O transepto que intersecta o corpo principal é dividido por duas colunatas em três naves. 
A Catedral foi construída com o mármore branco das montanhas de S. Giuliano.
As absides e a fachada são coroadas por colunas com capiteis, suportando um arco redondo e assim fazendo um modulo que vai organizar todas as superficies da catedral. Deste modo, este modulo vai ser repetido numa escala menor nas restantes paredes exteriores, compondo as ordens superiores da fachada e da cabeceira, galerias, decoradas com motivos em baixo relevo policromado. O portal é um trabalho sumptuoso em  bronze da autoria de Bonanno de Pisa. No timpano da cabeceira estava colocado um grifo em bronze, provavelmente adquirido depois de uma vitória sobre os Sarracenos.
De cada lado da nave principal  estão colocadas duas filas de colunas feitas de granito da ilha de Elba. A nave principal é flanqueada por quatro naves menores, divididas por colunatas mais pequenas. As colunas apresentam capiteis clássicos, alternados com elementos retirados de obras anteriores. Sobre as naves laterais, com cobertura em abobadas cruzadas, e viradas para a nave central, existem galerias. Estas são separadas em naves por colunatas e abrem-se para a nave central através de janelas duplas e quádruplas. A cobertura da nave principal é numa estrutura de asnas de madeira.

## O baptistério

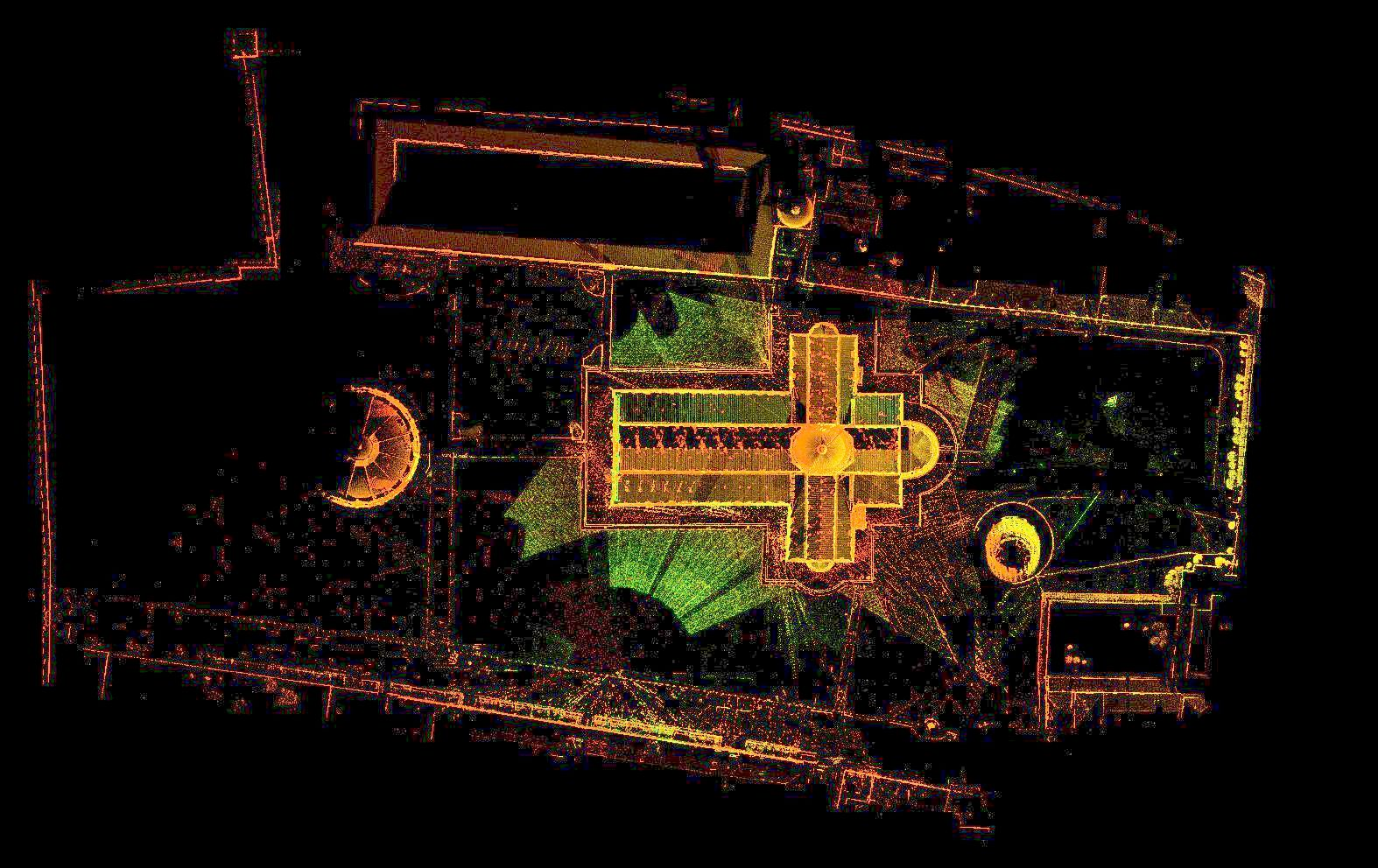
Perspectiva aérea da Piazza del Duomo, criada a partir de dados de escaneamento a laser. Embora nominalmente chamada de românica, a Catedral de Pisa (1064-1110) exibe aspectos da influência arquitetônica romana, islâmica, bizantina e transalpina. Em termos de estilo, é inédita. Inscrições em sua fachada de mármore branco descrevem a história da catedral e as circunstâncias de sua construção. A catedral tem planta cruciforme e está situada em um eixo leste-oeste, com a abside principal voltada para o leste. A planta tem um caráter mais paleocristão, ou mesmo romano, do que românico. Cada braço do transepto tem sua própria abside, como duas pequenas basílicas anexadas a uma maior. Colunas clássicas recicladas foram utilizadas para sustentar o interior.

Como a catedral, o baptistério é rodeado por arcadas colunadas e é feito de mármore branco ladeado por bandas cinzentas. Os baixos relevos no portal principal emoldurados por colunas com motivos florais e a galeria em arcada imitam a Catedral. O baptistério foi complete no período gótico por Nicola e Giovanni Pisano com arcadas e pináculos que compõem as ordens superiores. 
Dentro, oito colunas monolíticas, competindo em peso com as da Catedral, estão alternadas com quarto pilares formando uma área central na qual está colocada uma fonte baptismal octogonal. Uma escadaria em espiral, que se tornou um elemento repetido na Torre, leva para a galeria superior. A cobertura é uma composição de duas cúpulas. A cúpula interior é uma pirâmide dodecagonal truncada enquanto que a exterior é uma cúpula simples. Isto é uma estrutura única e muito original que contribui para o aspecto harmonioso do complexo monumental e reflecte as influencias bizantinas e islâmicas, assim como o estilo gótico nos trabalhos de Nicola e Giovanni Pisano. 

## A torre

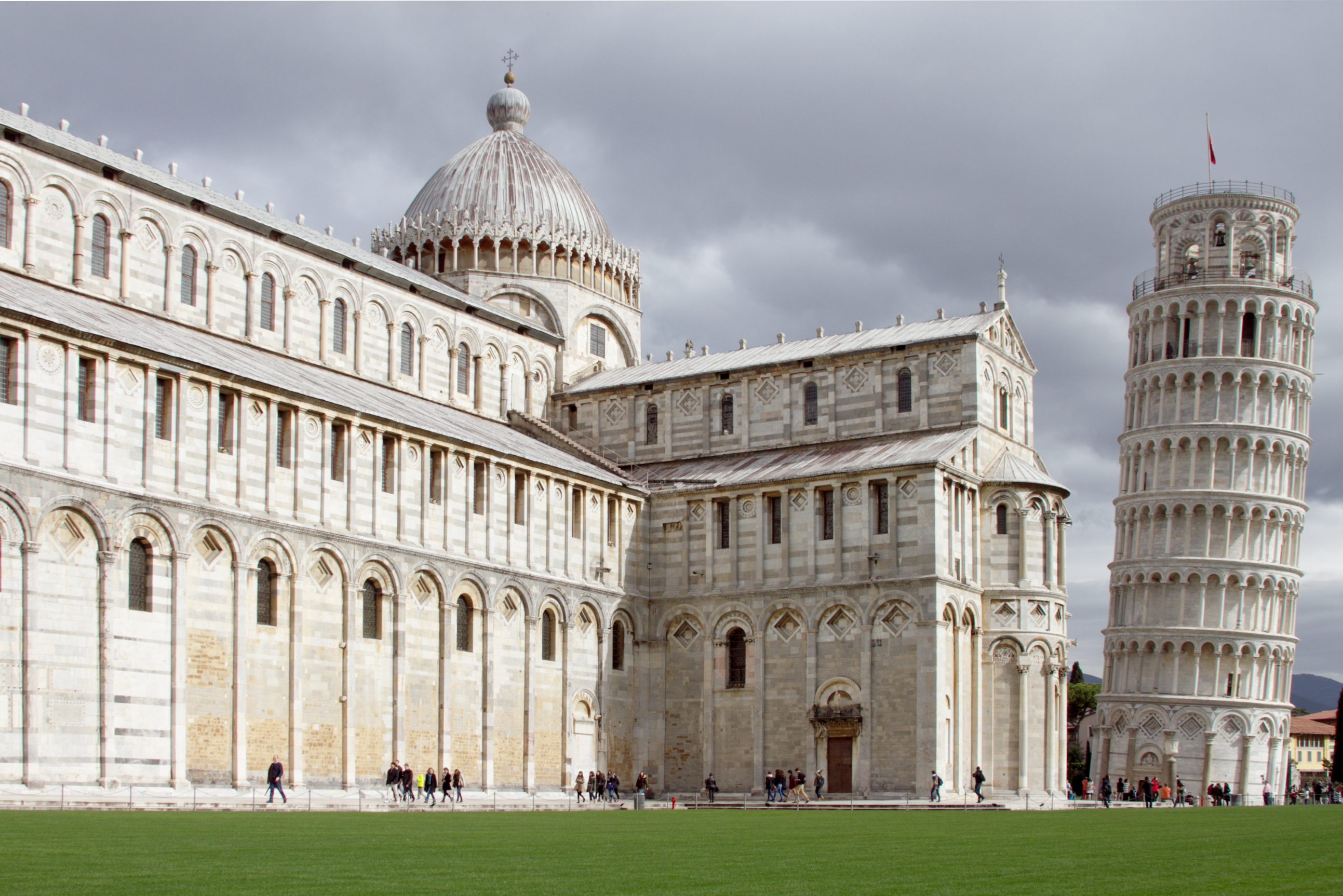
A Torre inclinada

A torre sineira tem oito andares exteriores chamados ordens; o embasamento, seis arcadas sobrepostas e a cabeça. Toda a estrutura assenta numa base de pedra que faz a superfície envolvente ao rés-do-chão. As colunas são de mármore e granito, encimadas por grandes capiteis coríntios. Cada arcada inclui um losango de motivos policromados com um relevo no centro em mármore rosa. A parede estrutural é perfurada por várias janelas e pela porta de acesso no sentido Oeste. As primeira e terceira arcadas apresentam um motivo decorativo floral com três pétalas brancas num fundo cinzento que se transforma em elementos geométricos a partir da quarta arcada.  A cornija, nas primeira, segunda e quinta ordens é simples, sendo, nas outras, mais decorada.
A base é rodeada por seis galerias em arcada. da mesma altura (excluindo o último) que decrescem em profundidade. Cada arcada consiste em trinta pequenas colunas encimadas por arcos de volta redonda. Os capiteis das colunas diferem em estilo, sendo, nas duas primeiras arcadas, clássicos e com formas simples de folhas, e na terceira arcada quase completamente decorados com cabeças humanas ou animalescas. Os capiteis das arcadas superiores são ocasionalmente figurativos, principalmente com formas de folhas e imitando o estilo gótico. Praticamente todos os capiteis foram substituídos durante as intervenções que se deram, quer no passado ou no presente não sendo, assim, possível determinar se a posição actual dos capiteis segue a original ou não. 
Na sétima ordem (sexta arcada) a parede estrutural abre-se em seis grandes arcadas, nas quais, presumivelmente, os sinos estavam antes da construção da cabeça actual.
O diâmetro da cabeça que constitui a oitava ordem é menor que o do corpo principal do edifício. É caracterizada por um padrão bicolor recorrente que difere do resto da torre, e por uma estrutura mais complexa.
A construção da cabeça da torre em volta do espaço central inclui doze colunas com capitel e seis cachorros que suportam dezoito pequenos arcos que são o remate superior do edifício. Entre as colunas estão situadas seis grandes arcadas (correspondendo a duas arcadas mais pequenas) São concebidas para sinos maiores e outras seis arcadas mais pequenas para sinos menores.

## A Praça dos Milagres
A Praça dos Milagres da cidade de Pisa, tendo começado por se localizar fora das muralhas, com a expansão da povoação no século XIII até ao século XX manteve-se na zona menos construída da cidade, o canto Noroeste, como se pode verificar pelas cartas da cidade que ainda em 1626 representam a região povoada por quintas, e muito vazia em 1750.
Os monumentos religiosos que constituem a base da sua existência são visíveis de fora, e marcaram durante muito tempo a entrada principal da cidade, na direcção do porto. É muito visível a vontade de conferir uma grande autonomia ao espaço marcando visualmente a sua presença à distância, e encerrando a praça, sendo os edifícios que a delimitam durante séculos os únicos naquela área dentro das muralhas. A praça existe como uma entidade própria, representativa da cidade. 
O fundamental da vivência da praça é visual e, para esta funcionar, os edifícios são colocados no fundo dos edifícios limítrofes, obtendo assim uma composição que lhe confere um carácter único, 
A Catedral é o maior edifício central, estando no centro do espaço da praça. O comprimento do edifício é igual ao do espaço entre o seu topo Leste e o ponto mais a Leste da Praça, e este é um principio estruturador do espaço em que se situa.
Além disso, as intersecções das diagonais do rectângulo que a nave central determina, com os limites da praça, formam um paralelogramo que engloba os outros dois elementos, o Baptistério e o Campanile. O canto Sudeste, no entanto, foge a esta regra, estando aqui presente um conjunto de relações geométricas na planta da praça.
A Torre Sineira está situada um pouco atrás da Catedral, sendo a única torre sineira nesta situação em todo o Mundo, pois, apesar de  a separação completa do campanile do duomo ser comum na Itália, do românico ao renascimento, a sua colocação atrás da igreja nunca acontece, estando geralmente próximo da fachada.
Esta localização põe o Campanile rigorosamente no centro de uma espécie de quadrado limitado pelas frentes Norte, Leste e Sul da praça, e pelo alinhamento da fachada frontal do transepto da Catedral, centralizando assim esta "parte" do espaço em torno do elemento vertical.
A distância entre o limite Oeste do Baptistério e o da catedral é igual ao comprimento desta. Apesar de este módulo não determinar o outro extremo da praça, se o considerarmos como limite para uma outra metade do espaço a partir do transepto, este define um paralelogramo e, assim, a Catedral está no centro da Praça dos Milagres, e o seu transepto divide a praça em duas partes cujos centros são os outros dois elementos.
Antes de uma reforma efectuada em 1562, a Praça dos Milagres tinha cinco entradas; a Porta dos Leões, a porta Norte, e três entradas na direcção da cidade. No entanto, esta reforma fechou a Porta dos Leões substituindo-a pela Porta Nova. Em 1868,  outra reforma abriu uma larga avenida a Leste da praça, com entrada correspondente.
Assim, a forma como se percebe visualmente a praça varia muito de entrada para entrada. Das cinco entradas iniciais consegue-se sempre ver o outro lado da praça, entre os edifícios, e estes aparecem separados e autónomos uns dos outros, não havendo, assim, hipótese de se entrar na praça sem ver o lado oposto por entre dois dos monumentos.
As duas novas entradas, apesar de estarem apenas distanciadas no tempo em 300 anos, funcionam completamente ao contrário. Não é, de nenhuma delas, possível ver o fim da praça, aparecendo os edifícios todos sobrepostos.
Os limites da praça original eram coincidentes com o rectângulo definido pelas diagonais da planta da nave central, no lado do baptistério, existia um horto e a praça era fechada no lado oposto. As entradas originais, três das quais coincidem com os cantos deste rectângulo, possibilitam a visão do outro lado da praça, vendo-se os edifícios todos separados.  As entradas principais estão alinhadas com as diagonais da Catedral e, assim, a Catedral é percepcionada nas suas proporções com o mínimo de distorção, já que essa perspectiva as duas faces apresentam o mesmo comprimento; a única coisa que muda é o ângulo entre as duas faces, sendo esta a maneira mais simples de se apreender as proporções entre estas.
Deste modo, nota-se que existe um todo harmonioso e racional na praça. 
A remodelação da praça, em 1868, procurou uma outra visão desta. Ao retirar o horto a entrada pela porta nova foi puxada para trás até à muralha, deixando de se poder ter essa perspectiva global dos limites da praça. Agora, os edifícios centrais aparecem todos juntos, numa massa visual monumentalizada. A abertura de uma nova avenida a eixo da cabeceira confirma esta visão. Nesta altura a praça assumiu os limites actuais, segundo os quais o baptistério e a torre sineira foram colocados nos centros das metades do espaço. Assim os monumentos ganham um maior valor, desprezando o espaço em si como um todo em prol destes e das novas avenidas, uma a eixo da catedral e a outra a eixo do palácio do arcebispo, que foi renovado nessa altura.

## Implantação

### Colocação na cidade
A Praça dos Milagres da cidade de Pisa, tendo começado por se localizar fora das muralhas, com a expansão da povoação no século XIII até ao século XX mantém-se na sua zona menos construída, o canto Noroeste, como se pode verificar pelas cartas da cidade que ainda em 1626 representam a região povoada por quintas, e muito vazia em 1750. Os equipamentos religiosos que constituem a base da sua existência são visíveis de fora, e marcaram durante muito tempo a entrada principal da cidade, na direcção do porto. É muito visível a vontade, desde cedo, de conferir uma grande autonomia ao espaço, quer pela marcação visual da sua presença à distância, quer pelo encerramento da praça, sendo que os edifícios que a delimitam são durante séculos os únicos naquela área intra-muros. A praça quer existir enquanto entidade própria, representativa da cidade. Esta autonomia vai-se manter até aos dias de hoje, em que a praça está envolta pela cidade, através da conformação clara dos seus limites, e da unidade do seu conjunto, que tem a capacidade existir, arquitectonicamente, de forma independente.

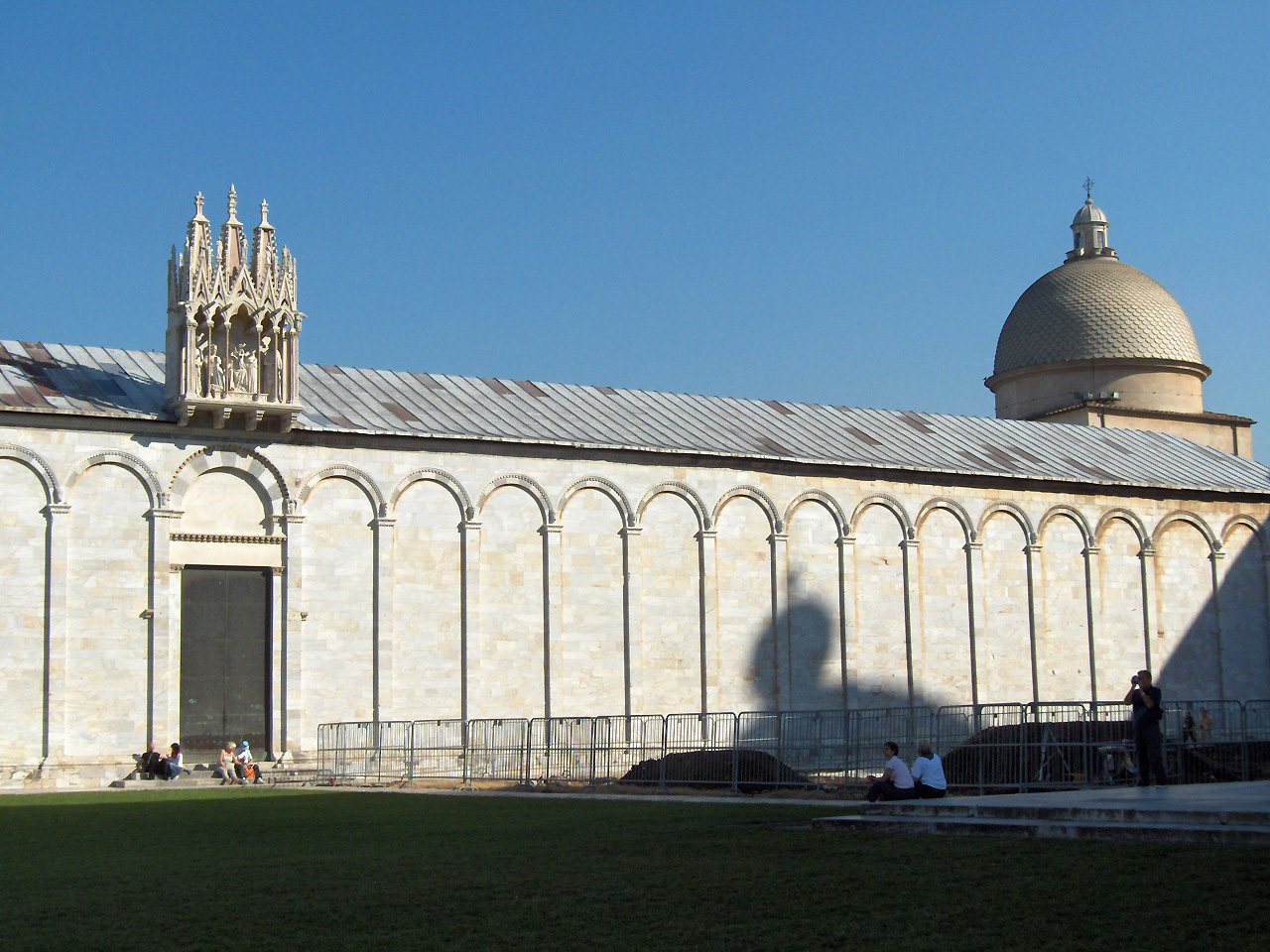
O Camposanto.

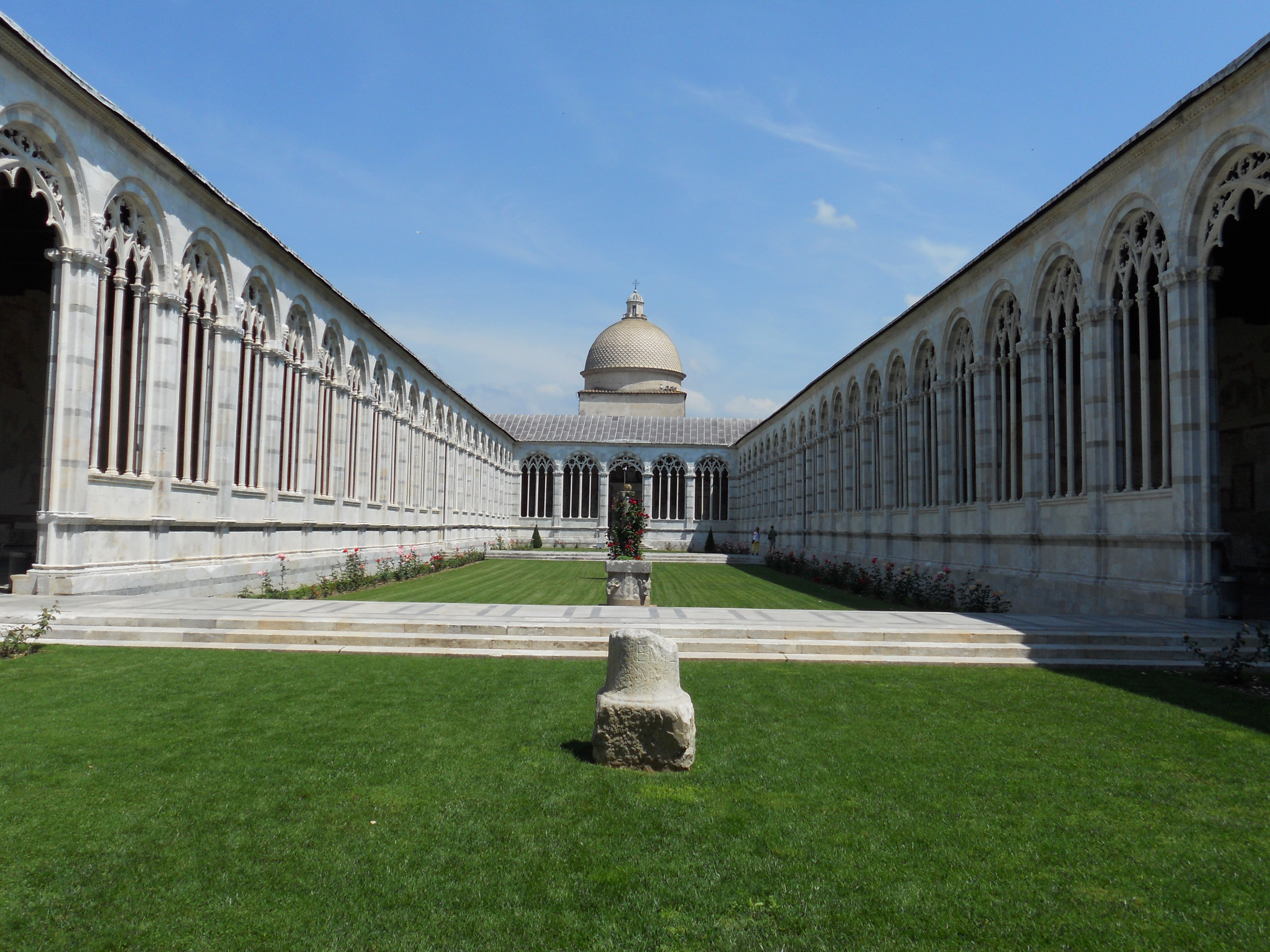
Interior do Camposanto.

### Adaptação à anvolvente física
A praça parece constituir uma base rectangular, adaptada à envolvente física. A colocação do espaço junto à principal entrada na cidade, a Porta dos Leões, condiciona-o em várias medidas. Tem, antes de mais, de ser encostado à muralha medieval, cuja secção Norte é ao longo de um rio existente na altura, o Auser, que hoje desapareceu. O canto Noroeste, sendo a localização da Porta dos Leões, é reforçado pelo desenho de uma reentrância da muralha, cuja secção Este-Oeste define imediatamente o alinhamento do limite Norte da Praça. A sinuosidade do rio e, portanto, desta fronteira Norte vem ser negada pelo preenchimento entre os muros e o limite pretendido para a praça por edificação, o Camposanto e a Opera del Duomo. O alinhamento de uma via de ligação do centro da cidade a um portão na secção Norte da muralha, cujo acesso é feito por uma ponte um pouco a leste, faz o limite Leste da Praça dos Milagres. O limite Oeste é definido pela muralha, e o Sul é paralelo ao Norte, cuja ligeira torção lhe é simétrica em torno de um eixo de simetria diagonal, entre os cantos Nordeste e Sudoeste.
o tempo vai mudar ligeiramente esta conformação, sendo que a porta Norte desaparece, é criada uma avenida para Leste do ponto central da fronteira oriental do espaço, e substituindo-se a Porta dos Leões por uma outra entrada, a Porta Nova, a eixo do limite Sul da praça, que é monumentalizado.

## Delimitação do espaço

### Envolvente construída
Frente Sul
A frente Sul da praça é definida, de Ocidente para Oriente, pelo Hospital Novo, por edifícios privados de habitação, e pelo Museu da Catedral, que faz a dobra para a frente Leste. Delimita a área a Sul dos equipamentos centrais, a maior, e também a mais vivida, já que as entradas fundamentais no espaço abrem para ela, e o percurso mais importante lhe é adjacente.
O Hospital é o primeiro equipamento, junto com o Camposanto, a ser construído nas margens da praça, e vai estabelecer as bases para toda a edificação futura, fixando a cércea a cerca de 10 metros. Á frente deste edifício está situada uma fiada ininterrupta de barracas de souvenirs, da muralha à primeira penetração, que se alimentam do intenso turismo que percorre a avenida Sul.
A cércea é mantida inclusivamente pelas casas do canto Sudeste que são os únicos edifícios de iniciativa privada nos limites da praça. O Museu define o final Leste da metade Sul do espaço, sendo esta frente a menos rígida, limitada por um elemtneo não construído, a sebe dos jardins do Museu.
Frente Norte
A frente Norte é definida, de Leste para Oeste, pelas dependências da Opera del Duomo e pelo Cemitério. É na análise desta frente que podemos perceber, pela primeira vez, a capacidade das fachadas dos edifícios limítrofes da praça de constituir um embasamento dos equipamentos centrais. Sendo a metade Sul aquela por onde invariavelmente se entre, a frente Norte aparece sempre enquanto enquadramento visual.
A Opera del Duomo mantém sensivelmente uma cércea a 10 metros, sendo que as irregularidades são fruto da reconstrução após a destruição causada pelos bombardeamentos na 2ª Grande Guerra. Há 50 anos, o beiral do edifício alinhava rigorosamente pela mesma altura do Cemitério. Entre este e a muralha existe um pequeno vazio, que era há pouco mais de 100 anos preenchido por uma portagem de controlo anexo à Porta dos Leões. Quer este edifício quer a muralha mantêm a cércea.
Frente Oeste
A frente oeste é composta unicamente pela secção Norte-Sul de muralha. O anterior ponto de entrada principal, A Porta dos Leões, e o actual, a Porta Nova, estão nela localizados.

### Tratamento das superfícies
Da envolvente construída
As superfícies das edificações limítrofes da praça são também trabalhadas de forma a potenciar esse seu papel de enquadramento visual do espaço e dos seus equipamentos centrais. Além da regularização da cércea, as fachadas são tratadas, ora com texturas contínuas, ora com ritmos regulares, tendo muito poucas aberturas ou elementos de destaque. Assim, oferecem uma frente neutra contínua para o espaço da praça.
A muralha é talvez a que mais obedece a este princípio. Mas também as edificações o fazem. O Hospital Novo, além da marcação de duas entradas, e da muito subtil afirmação dos cunhais, tem uma fachada muito horizontal e fechada, e pouco auto-afirmativa, o que é notável visto ser uma remodelação barroca. De facto, o Hospital Velho, que o antecedeu, assumia ainda menos notabilidade, usando uma fachada ritmada exactamente igual à do edifício oposto, o Camposanto, na qual as aberturas se integram. É tão clara a vontade de a frente ser um elemento de valorização do espaço, e existir apenas enquanto valorização do espaço, que, quando o espaço acaba, a frente deixa de ser tratada.
Dos equipamentos centrais
É interessante verificar que também os equipamentos centrais, que à partida poderiam procurar, pelas suas superfícies, atingir uma grande notoriedade, obedecem aos princípios que regem a construção das frentes. De facto, o módulo base das frentes mais importantes, o Camposanto e o Hospital Velho, é replicado nestes edifícios. O princípio formal organizador é neste caso o da proporção. Independentemente da escala, o rectângulo rematado por um semicírculo é sempre igual, fazendo uma superfície branca contínua, parecendo querer transformar os equipamentos em composições abstractas de volumes geométricos puros, muito no sentido Corbusiano ou Rossiano. Mesmo quando, com a passagem do tempo, a ordem decorativa se altera, e os últimos níveis do baptistério são completos com formas góticas, a proporção é mantida e respeitada.

### Composição visual
Colocação dos equipamentos centrais
O fundamental da vivência da praça é visual. Esta vivência visual é organizada pela colocação dos equipamentos centrais no fundo dos edifícios limítrofes. A composição assim obtida é que constitui a essência do espaço, e aquilo que lhe confere um carácter único, que eu, autor deste trabalho, não consegui, até hoje, encontrar em mais lado nenhum. O equilíbrio da composição, torna cada edifício central tão parte do espaço como o vazio que ele conforma. Cada um destes equipamentos, que à partida poder-se-ia revestir de grande monumentalidade, centralizando a leitura do espaço, pauta-se de facto pela mesma humildade que conforma as frentes limite. A perfeição, enquanto adequação de toda e qualquer parte do todo a esse mesmo todo, sem excepções, da definição dos limites à implantação das peças mais importantes, confere ao espaço verdade. O próximo capítulo é uma tentativa de perceber de onde vem essa perfeição compositiva, e quais são os critérios que lhe dão origem.
A catedral
A catedral é o maior equipamento central, estando de grosso modo ao centro do espaço da praça. Após simples medição, verificamos que o comprimento do edifício é igual ao do espaço entre o seu topo Leste e o ponto mais a Leste da Praça. Este será um princípio unificador do espaço fundamental, como vamos confirmar adiante.
Além disso, as intersecções dos alinhamentos das diagonais do rectângulo que a nave central determina, com os limites da praça, conformam sensivelmente, pela definição dos vértices, um paralelogramo que engloba os outros dois elementos soltos, o Baptistério e o Campanile. Apenas o canto Sudeste foge a esta regra. Parece estar aqui em jogo um conjunto de relações geométricas, estabelecidas em planta, que tem uma efectiva influência na leitura visual de unidade do todo.
A torre
A Torre Sineira está colocada um pouco atrás e a Sul da Catedral, sendo a única torre sineira nesta situação em todo o Mundo. De facto, se a separação completa do campanile do duomo é comum na Itália, do românico ao renascimento, a sua colocação atrás da igreja nunca acontece, estando geralmente próximo da fachada.
É interessante verificar que esta localização põe o Campanile rigorosamente ao centro de uma espécie de quadrado limitado pelas frentes Norte, Leste e Sul da praça, e pelo alinhamento da fachada frontal do transepto da Catedral, centralizando assim esta “parte” do espaço em torno do elemento vertical.
O baptistério

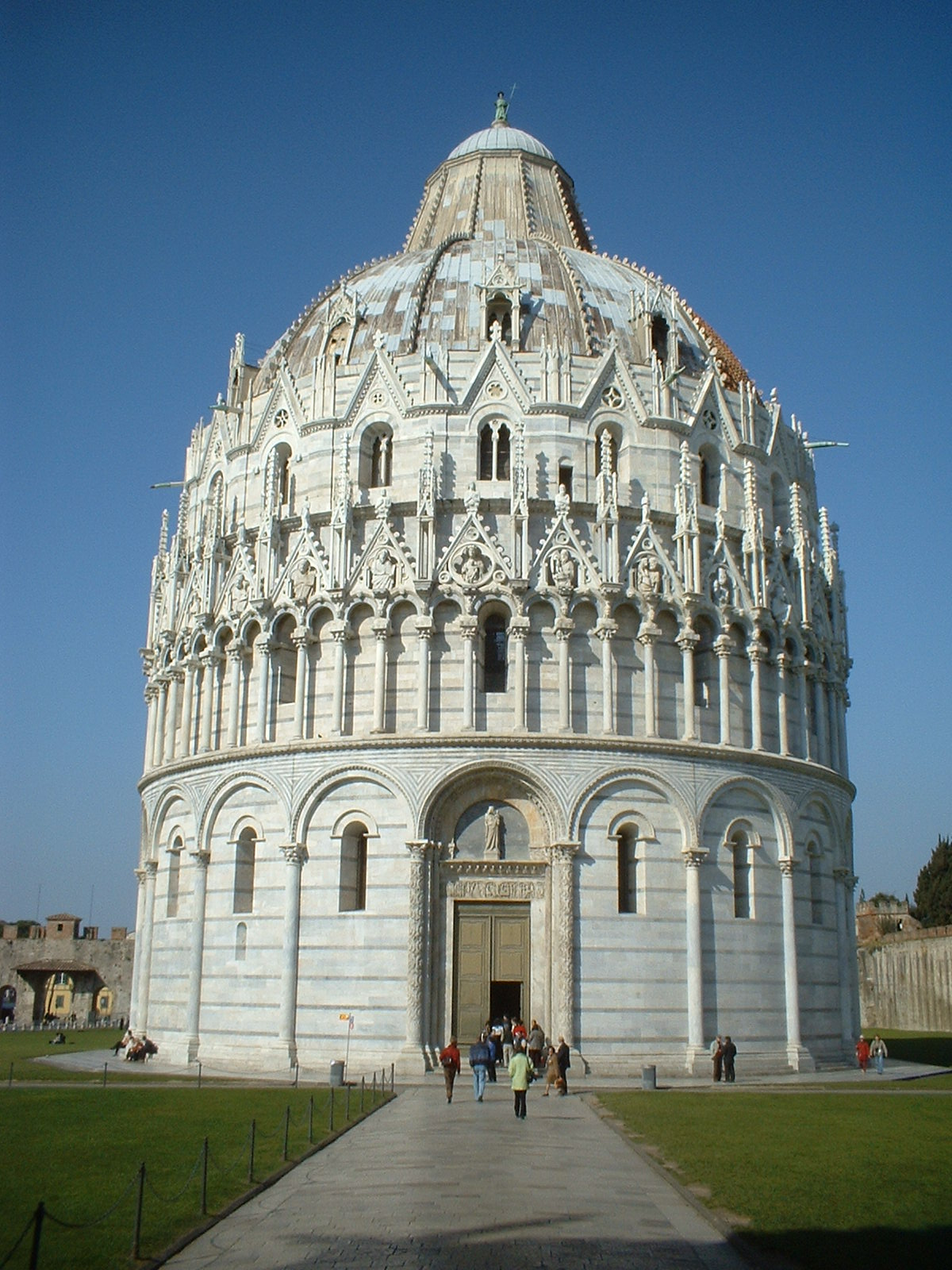
O Baptistério.

A distância entre o limite Oeste do Baptistério e o da catedral é igual ao comprimento desta, cumprindo a modulação base do espaço. Apesar de este módulo não determinar o outro extremo da praça, é curioso que se o considerarmos como limite para uma outra metade do espaço a partir do transepto, este define um paralelogramo cujo centro é, mais uma vez rigorosamente, o elemento formal. Assim, a Catedral está aproximadamente no centro da Praça dos Milagres, e o seu transepto, único elemento com uma direcção Norte-Sul em todo o espaço, divide-o em duas partes cujos centros são os outros dois elementos.

### Colocação das entradas do espaço
Orientações visuais
Antes de uma reforma executada em 1562, a Praça dos Milagres tinha cinco entradas. A Porta dos Leões, a porta Norte, e três entradas na direcção da cidade por Sudeste. Esta reforma fechou a Porta dos Leões e substituiu-a pela Porta Nova. Em 1868, uma outra extensa reforma abriu uma larga avenida a Leste da praça, com entrada correspondente.
A análise das orientações visuais, dos pontos de entrada, de percepção do espaço, é fundamental para a compreensão dos seus princípios organizadores. Sendo que a forma como se percebe visualmente a praça varia muito de entrada para entrada, é extremamente interessante que se possam estabelecer categorias no que respeita a este critério, que correspondem a momentos específicos na História.
De facto, das cinco entradas iniciais, a capacidade de ver sempre o outro lado da praça, entre os volumes centrais, e de estes apareceram separados e autónomos uns dos outros, parece ser um princípio organizacional. De facto, não há hipótese de se entrar na praça sem ver a frente do lado oposto por entre dois dos equipamentos, sendo que, deste modo, a neutralidade destas frentes é duplamente importante.
As duas novas entradas, apesar de distanciadas no tempo em 300 anos, funcionam precisamente ao contrário. Quer duma quer doutra, é impossível ver o fim do espaço, aparecendo os equipamentos centrais como uma grande massa monumentalizada.